# María Izquierdo
 (février 2023).
Si vous disposez d'ouvrages ou d'articles de référence ou si vous connaissez des sites web de qualité traitant du thème abordé ici, merci de compléter l'article en donnant les références utiles à sa vérifiabilité et en les liant à la section « Notes et références ».
Pour les articles homonymes, voir Izquierdo.
María Cenobia Izquierdo Gutierrez (San Juan de los Lagos (Jalisco), 30 octobre 1902 - Mexico, 3 décembre 1955) est une femme peintre mexicaine. Bien que la majorité de ses biographes acceptent 1902 comme année de naissance, quelques-uns affirment qu'elle est née en 1906.[réf. nécessaire] Elle fut la première peintre mexicaine à exposer ses œuvres hors du Mexique en 1930. Sa première exposition s'est tenue à l’Art Center de New York.

## Biographie
Son père meurt alors qu'elle a cinq ans, et son éducation est confiée à ses grands-parents, jusqu'au remariage de sa mère. Ses premières œuvres, entre 1927 et 1930, représentent son entourage immédiat : portraits des proches et des amis, comme le Portrait de Belem (1928), ou Petites Filles endormies (1930), portrait de sa sœur Amparo et d'une cousine ; ainsi que des natures mortes et des paysages. Les paysages révèlent son parcours depuis son enfance rurale jusqu'à sa vie adulte à Mexico. Dans certaines de ses œuvres, on voit même des bâtiments industriels, comme la composition de la cimenterie La Tolteca, avec laquelle elle avait participé au concours artistique organisé par l'entreprise elle-même, et où elle avait reçu une mention honorifique spéciale du jury.
Petite fille, elle avait déménagé à Aguascalientes et ensuite à Saltillo (Coahuila). Elle épouse un homme âgé, et devient femme et mère. Elle se sépare de son mari et part. Elle rencontre ensuite Cándido Posadas Izquierdo.
En 1927 elle entre à l'Académie de San Carlos où elle étudie pendant un an. Elle eut de grands professeurs comme Germán Gedovius et Manuel Toussaint, bien que l'influence la plus profonde soit celle de Rufino Tamayo. 
Elle entre à l'École nationale des Beaux-Arts, en janvier 1928, et reste élève de l'ancienne académie de San Carlos jusqu'en juin 1929. Elle s'inscrit aux cours de peinture de Gedovius, qui enseignait les couleurs et la composition, et quelques années plus tard en peinture de figures. Elle étudie l'histoire de l'art avec Antonio Caso et le dessin avec Alberto Garduño. Son professeur Gedovius l'autorise à manquer les cours pour peindre et étudier chez elle, parce qu'il considérait que « la jeune fille avait beaucoup de capacité pour la peinture ».
Au Palais des beaux-arts de Mexico, des peintres tenaient une galerie d'art, où a lieu la première exposition de María Izquierdo, qui a les honneurs de la presse de l'époque. L'introduction du catalogue a pour auteur Diego Rivera, qui dirigeait déjà l'École nationale des Beaux-Arts. Dans ce texte, il souligne la maturité de la jeune peintre, qu'il décrit comme l'un des meilleurs éléments de l'Académie, "une valeur sûre, sûre et concrète".
Une grande influence de cette époque de la peinture d'Izquierdo est celle du peintre mexicain Rufino Tamayo. Il y a eu entre eux une relation professionnelle et affective qui s'est poursuivie après que Tamayo ait quitté l'institution. Des ressemblances entre leur peinture existent de 1929 à 1933.
En 1930, l'Art Center Gallery de New York accueille sa première exposition individuelle aux États-Unis, montrant quatorze huiles, dont des natures mortes, des portraits et des paysages. La même année, l’American Federation of Arts présente au Metropolitan Museum of Art une exposition d'art populaire et de peinture mexicaine, qui inclut, entre autres, des œuvres de Rufino Tamayo, María Izquierdo, Diego Rivera et Agustín Lazo.
Son œuvre se caractérise par l'emploi de couleurs intenses, et des thématiques qui vont de l'autoportrait, des paysages et des natures morte, au surréalisme.

## Hommage
Depuis 2009, un cratère de la planète Mercure se nomme Izquierdo en son honneur.